# Сближение

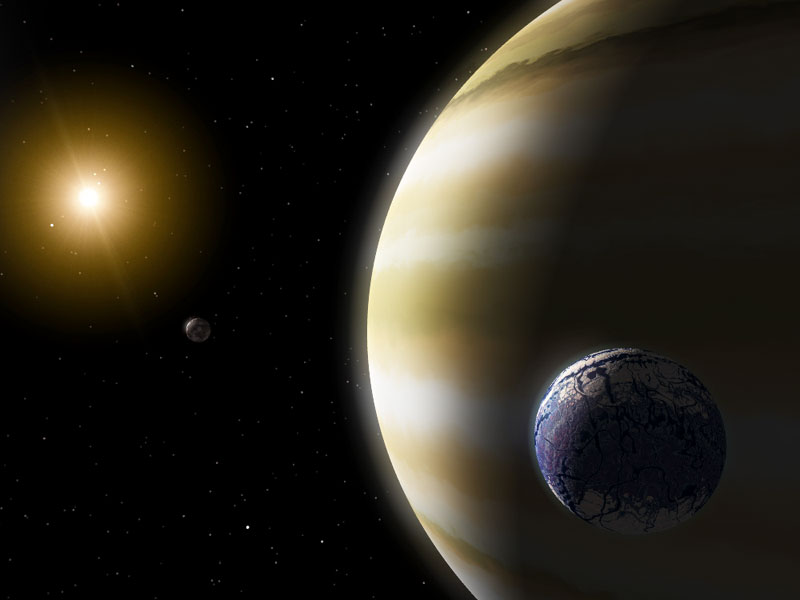
Сближение небесных тел

Сближение — положение двух тел, обращающихся по орбитам с общим центром, в момент времени, при котором они сближаются на минимально возможное расстояние, достигаемое при каждом обороте по орбите. В астрономии чаще всего рассматривается сближения Земли с остальными планетами Солнечной системы, при обращении по гелиоцентрическим орбитам.